# Nick Okorie
Nicholas Nathaniel Okorie (Minneapolis, 22 de julho de 1988), mais conhecido como Nick Okorie, é um basquetebolista norte-americano.

## Carreira no ensino médio
Okorie estudou na Kempner High School em Sugar Land, Texas, onde jogou basquete com o técnico Ronnie Edwards.  Ele foi membro titular da equipe por três anos.  Ele foi nomeado All-District em suas últimas duas temporadas com os Cougars.  Okorie obteve em média 19,7 pontos, 5,0 rebotes e 5,0 assistências por jogo como sênior e competiu no All-Star Game da Texas High School Coaches Association (THSCA). .

## Carreira universitária
Okorie jogou basquete universitário no Texas Tech Red Raiders e South Plains College.